# 國立西北醫學院
國立西北醫學院是二十世纪中期在西安市短暂成立的一所医学院校。

## 历史渊源
- 该医学院溯源于1937年前的国立北平大学医学院，抗日战争时期由当时平津的三所高校国立北平大学、国立北平师范大学和国立北洋工学院，躲避战火西迁至陕西
- 1937年9月10日，国民政府教育部下令“以北平大学、北平师范大学、北洋工学院和北平研究院等院校为基干，设立“西安临时大学”，学校分布陕西省城固、南郑、勉县等地
- 西安臨時大學於1938年分出國立西北工學院、國立西北農學院、其余部份改稱國立西北聯合大學
- 1939年國立西北聯合大學分出國立西北醫學院（一度併回，1950再度分出）、國立西北師範學院，其余部份改稱國立西北大學
- 1946年國立西北醫學院并回國立西北大學，成为国立西北大学医学院[1]
- 1950年再次单立为西北医学院，1956年改称西安医学院，1985年更名为西安医科大学。2000年4月西安医科大学与西安交通大学、陕西财经学院三校合并后，更名为西安交通大学医学院(今西安交通大学医学部)。